# Tehuetlán
Tehuetlán är en ort i Mexiko.   Den ligger i kommunen Huejutla de Reyes och delstaten Hidalgo, i den sydöstra delen av landet, 190 km norr om huvudstaden Mexico City. Tehuetlán ligger 324 meter över havet och antalet invånare är 3 024.
Terrängen runt Tehuetlán är huvudsakligen kuperad, men åt sydväst är den bergig. Runt Tehuetlán är det ganska tätbefolkat, med 248 invånare per kvadratkilometer. Närmaste större samhälle är Huejutla de Reyes, 13,3 km nordost om Tehuetlán. I omgivningarna runt Tehuetlán växer i huvudsak städsegrön lövskog.